# Patrijarha Dimitrija
La rue Patrijarha Dimitrija (en serbe cyrillique : Патријарха Димитрија) est située à Belgrade, la capitale de la Serbie, dans la municipalité urbaine de Rakovica.
La rue est ainsi nommée en hommage au patriarche Dimitrije (1846-1930).

## Parcours
La rue Patrijarha Dimitrija prend naissance au niveau du croisement entre la rue Pere Velimirovića et la rue Patrijarha Pavla dont elle constitue le prolongement. Elle s'oriente vers le sud et croise les rues Viševačka (à droite) et Vareška (à gauche) puis traverse la rue Pilota Mihaila Petrovića. Elle laisse ensuite sur sa gauche la rue Miška Kranjca et incline légèrement sa course vers le sud-ouest puis laisse sur sa droite la rue Oslobodilaca Rakovice avant d'obliquer vers le sud-est ; peu après, elle bifurque vers le sud. Elle laisse sur sa droite la rue Josipa Talarevića et s'oriente vers le sud-est juste avant d'aboutir au croisement de la rue Oslobođenja et du Kružni put Kijevo.

## Culture et architecture

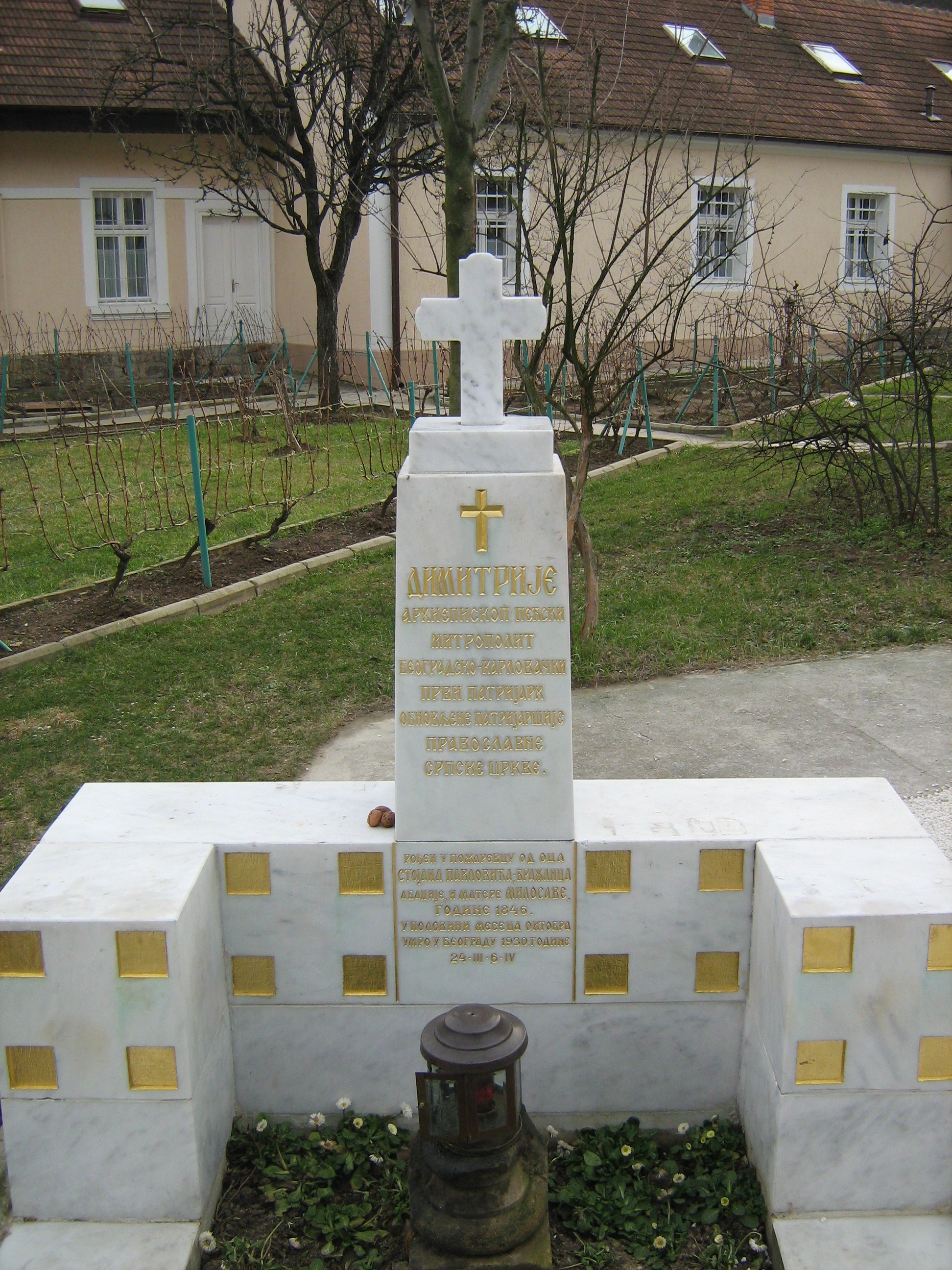
La tombe du patriarche Dimitrije

Dans la rue se trouve le Manastirsko groblje (le « cimetière du monastère »).
Le monastère de Rakovica, dédicacé à l'archange Saint Michel, se trouve au n° 34 de la rue.

## Économie
L'entreprise IMR (Industrija Motora Rakovica), située aux n° 7-13, créée en 1927, fabrique des tracteurs et des moteurs.
L'usine d'outils et d'équipements 21. maj est située au n° 24 de la rue, de même que la société Pimi, créée en 1989, qui fabrique des structures en plastique. La société Beorol, créée en 1998, qui se trouve au 121a, fabrique du matériel de bricolage (rouleaux, pinceaux, cutters, scies etc.).
Pneutch, qui a son siège social à Vrbas, travaille notamment dans le domaine des pneumatiques ; l'entreprise dispose d'une antenne commerciale située au n° 12 de la rue. Technolub se trouve au n° 12g ; l'entreprise distribue les lubrifiants de la marque Total en Serbie.

## Transports
La rue Patrijarha Dimitrija est desservie par plusieurs lignes de bus de la société GSP Beograd, soit les lignes 37 (Gare de Pančevački most – Kneževac), 42 (Slavija – Banjica – Petlovo brdo), 47 (Slavija – Resnik), 54 (Miljakovac I – Železnik – Makiš) et 504 (Miljakovac III – Resnik). On peut également y emprunter la ligne 3 (Tašmajdan - Kneževac) du tramway de Belgrade.
Dans la rue se trouve également la gare de Rakovica qui est reliée au réseau express régional Beovoz ; on peut prendre les lignes 2 (Ripanj - Resnik - Rakovica - Pančevo - Vojlovica), 3 (Stara Pazova - Batajnica - Beograd Centar - Rakovica - Resnik - Ripanj), 4 (Zemun - Beograd Centar - Rakovica - Valjevo), 5 (Nova Pazova - Batajnica - Beograd Centar - Rakovica - Resnik - Mladenovac) et 6 (Stara Pazova - Batajnica - Beograd Centar - Rakovica - Mala Krsna).